# Iwan Towstucha

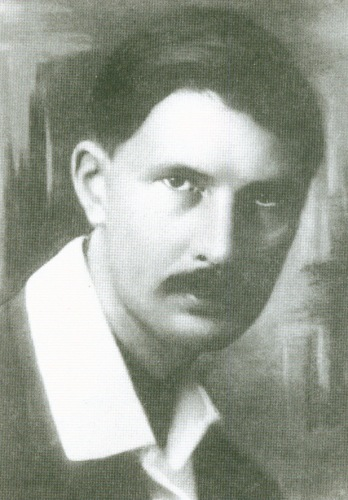
Iwan Towstucha

Iwan Pawłowicz Towstucha (ros. Иван Павлович Товстуха, ur. 10 lutego?/22 lutego 1889 w Bereznie w guberni czernihowskiej, zm. 9 sierpnia 1935 w Moskwie) – radziecki polityk, działacz partyjny. Kierownik osobistego sekretariatu Józefa Stalina.
Ukrainiec. W 1909 aresztowany, w 1911 zesłany do guberni irkuckiej, w 1912 zbiegł za granicę, przebywał w Austrii i Francji, tam też został członkiem Francuskiej Partii Socjalistycznej, w 1913 wstąpił do emigracyjnej organizacji SDPRR. W 1917 wrócił do Rosji, od listopada 1917 do marca 1918 był członkiem Centralnego Sztabu Czerwonej Gwardii w Moskwie, w latach 1918–1921 sekretarz i członek Kolegium Ludowego Komisariatu ds. Narodowości RFSRR, w latach 1921–1924 w KC RKP(b), w latach 1924–1926 pomocnik dyrektora Instytutu W. I. Lenina przy KC RKP(b)/WKP(b). Od 22 stycznia 1926 do 22 lipca 1930 kierownik Biura Sekretariatu/Wydziału tajnego KC WKP(b), równocześnie I zastępca sekretarza generalnego KC WKP(b) J. Stalina, od 22 lipca 1930 do śmierci zastępca dyrektora Instytutu Marksa-Engelsa-Lenina przy KC WKP(b), od 10 lutego 1934 zastępca członka KC WKP(b). Pochowany na Cmentarzu przy Murze Kremlowskim.